# فلورنتينو غارسيا مارتينيز
فلورنتينو غارسيا مارتينيز (بالهولندية: Florentino García Martínez)‏ هو كاهن كاثوليكي هولندي، ولد في 1942.